# Tina Live in Europe
Tina Live in Europe is het eerste livealbum van de Amerikaanse zangeres Tina Turner dat werd uitgebracht in 1988.

## Achtergrond
Het album is samengesteld met nummers van live optredens die tussen 1985 en 1987 plaatsvonden, en zijn opgenomen gedurende Turners promotionele wereldtournees voor de albums Private Dancer en Break Every Rule.
Vijf singles werden uitgebracht. Nutbush city limits, Addicted to love (behaalde de nummer 19-positie in Nederland en de nummer 29-positie in België), Tonight (een duet met David Bowie dat de nummer 1-positie behaalde in Nederland en de nummer 3-positie in België), A change is gonna come en 634-5789 (een duet met Robert Cray dat de nummer 14-positie behaalde in Nederland en de nummer 23-positie in België). De B-kant van de single Addicted to love was een live cover van het nummer Legs van de band ZZ Top.
In 1989 won Turner een Amerikaanse Grammy Award voor dit livealbum.
Tina Live in Europe behaalde in Nederland en Oostenrijk de platina status en in het Verenigd Koninkrijk en Duitsland de gouden status.

## Nummers
Cd 1
| Nr. | Titel                                    | Schrijver(s)             | Duur |
| --- | ---------------------------------------- | ------------------------ | ---- |
| 1.  | What you get is what you see             | Britten, Lyle            | 5:34 |
| 2.  | Break every rule                         | Hine, Obstoj             | 4:28 |
| 3.  | I can't stand the rain                   | Peebles, Bryant, Miller  | 3:25 |
| 4.  | Two people                               | Britten, Lyle            | 4:26 |
| 5.  | Girls                                    | Bowie, Kızılçay          | 4:54 |
| 6.  | Typical male                             | Britten, Lyle            | 4:00 |
| 7.  | Back where you started                   | Adams, Vallance          | 4:20 |
| 8.  | Better be good to me                     | Knight, Chinn, Chapman   | 6:29 |
| 9.  | Addicted to love                         | Palmer                   | 5:22 |
| 10. | Private Dancer                           | Knopfler                 | 5:37 |
| 11. | We don't need another hero (thunderdome) | Britten, Lyle            | 4:56 |
| 12. | What's love got to do with it            | Britten, Lyle            | 5:29 |
| 13. | Let's stay together                      | Mitchell, Green, Jackson | 4:40 |
| 14. | Show some respect                        | Britten, Shifrin         | 3:05 |

Cd 2
| Nr. | Titel                                                       | Schrijver(s)              | Duur |
| --- | ----------------------------------------------------------- | ------------------------- | ---- |
| 1.  | Land of a thousand dances                                   | Kenner                    | 3:05 |
| 2.  | In the midnight hour                                        | Pickett, Cropper          | 3:33 |
| 3.  | 634-5789 (duet met Robert Cray)                             | Floyd, Cropper            | 3:05 |
| 4.  | A change is gonna come (met een gitaarsolo van Robert Cray) | Cooke                     | 6:44 |
| 5.  | River deep - mountain high                                  | Spector, Barry, Greenwich | 4:11 |
| 6.  | Tearing us apart (duet met Eric Clapton)                    | Clapton, Phillinganes     | 4:41 |
| 7.  | Proud Mary                                                  | Fogerty                   | 4:47 |
| 8.  | Help!                                                       | Lennon, McCartney         | 5:03 |
| 9.  | Tonight (duet met David Bowie)                              | Bowie, Pop                | 4:15 |
| 10. | Let's dance (duet met David Bowie)                          | Bowie                     | 3:27 |
| 11. | Overnight sensation                                         | Knopfler                  | 3:54 |
| 12. | It's only love (duet met Bryan Adams)                       | Adams, Vallance           | 4:15 |
| 13. | Nutbush city limits                                         | Tina Turner               | 3:43 |
| 14. | Paradise is here                                            | Brady                     | 5:41 |

## Musici
- Tina Turner – zang

The Tina Turner Band
- Jamie Ralston – gitaar, zang
- Laurie Wisefield – gitaar
- Bob Feit – bas gitaar, zang
- Jack Bruno – drumstel
- Stevie Scales – percussie
- John Miles – keyboard, zang
- Ollie Marland – keyboard, zang
- Deric Dyer – saxofoon, keyboard

Musici
- Jamie West-Oram – gitaar, zang
- Don Snow – keyboard, zang
- Tim Cappello – keyboards, saxofoon
- Alan Clark – keyboard
- Kenny Moore – keyboard
- Gary Barnacle – saxofoon

Productie
- John Hudson - producer, mixen (nummers: 1.01, 1.02, 1.04–1.07, 1.09, 1.11, 1.12, 2.01–2.04, 2.06, 2.07, 2.11, 2.13, 2.14)
- Mike Ging - assistent
- Terry Britten - producer (nummers: 1.03, 1.08, 1.10, 1.13, 1.14, 2.05, 2.08–2.10, 2.12)
- Roger Davies - executive producer